# The Settlers II 10th Anniversary
The Settlers II 10th Anniversary (titolo originale in tedesco: Die Siedler II: Die nächste Generation) è un remake del classico gioco di strategia in tempo reale The Settlers II. È stato annunciato nel luglio 2006. Il gioco è stato pubblicato in Germania nel settembre 2006 e nel Regno Unito nell'ottobre 2006. Una versione in lingua inglese è disponibile anche in diverse altre nazioni, tra cui in Scandinavia, in Asia e in Canada. Il gioco è stato commercializzato negli Stati Uniti d'America come esclusiva GameStop ed è particolarmente difficile da trovare.